# パウ・ガソル
パウ・ガソル・サエス（Pau Gasol Sáez, 1980年7月6日 - ）は、スペインのカタルーニャ州バルセロナ出身の元プロバスケットボール選手。リーガACBのFCバルセロナや、NBAのメンフィス・グリズリーズ、ロサンゼルス・レイカーズなどで活躍した。ポジションはパワーフォワードまたはセンター。弟のマルク・ガソルもNBAで活躍したプロバスケットボール選手。

## 家族・生い立ち
両親と弟2人の5人家族。パウは長男にあたる。父は190cm、母は185cmある。
看護師の父親(Agustí Gasol/アグスティ・ガソル)と、医師の母親(Marisa Sáez/マリサ・サエス)の長男として生まれる。両親は共にスペイン国内プロリーグの下部組織でプレー経験のある元バスケットボール選手。医学一家に産まれたパウは幼い頃から母親に医療や医学について教えられてきた。そのことが、スポーツ選手としてのパウ自身の成長に役立った。親は彼に医学系の道へ進んで欲しかったが、パウの類まれなバスケの才能がそれを許さなかった。
4歳年下の次男(マルク・ガソル)も、同じくプロバスケットボール選手でスペイン代表。2008年からは同じNBAのメンフィス・グリズリーズに加入した。

## スペイン時代

### 下部組織時代
7歳の時に生まれ故郷のサン・ボイ・ダ・ジョブレガットのバスケチーム(Cantera Basquet Llor Sant Boi)に入団し、バスケットボールを始める。その後、10代始めにCBコーネリアというバスケチームに移籍。この頃の彼の身長は185cmで、ポイントガードを務めていた。これら国内下部リーグのユースチームでの活躍が目に留まり、16歳で国内トップリーグの名門FCバルセロナのユースチームにスカウトされる。
FCバルセロナからのスカウトをきっかけに、彼のキャリアは大きく飛躍することになる。まず、FCバルセロナのユースチームでジュニアリーグ制覇。

1998年、ミュンヘンで開催されたジュニア国際大会(アルバート・シュヴァイツァー・トーナメント)でスペインのジュニア代表として参加し優勝。同年、ヴァルナ (ブルガリア)で開催されたU-18欧州選手権にU-18スペイン代表として参加し優勝。

### プロデビュー(FCバルセロナ)
1999年に、18歳でFCバルセロナのトップチームに昇格しプロデビュー。これが「自分の未来はプロバスケットの世界にある」と決心させた。

同年夏にリスボンで開催されたジュニア世界選手権にU-18スペイン代表として参加。フアン・カルロス・ナバーロ、ラウル・ロペス、フェリペ・レジェス、カルロス・カベサスらを擁したスペインは決勝戦で、ニック・コリソン、ボビー・シモンズ、キーオン・ドゥーリングらを擁するU-18アメリカ代表を倒して優勝。後にこのスペインの世代は黄金世代(Golden Boys)と呼ばれるようになる。
リーガACBでのラストシーズンとなった2000-2001シーズンは圧巻だった。国内リーグ(リーガACB)とスペイン国王杯(コパ・デル・レイ)の両方を制し、両方でMVPを受賞した。特に、スペイン国王杯の決勝戦(vsレアル・マドリード・バロンセスト)では、スペイン史上有数の選手でスペイン代表のアルベルト・エレーロス相手に、10代ながら堂々のプレイをし、26点を獲得した。この試合にNBAのスカウト達も注目し、ガソルにコンタクトを取った。
これら国内リーグでの活躍と1999年のジュニア世界選手権優勝。この二つがガソルにNBA行きを決心させた。
2001年のNBAドラフトにエントリーすることを決意したガソルだったが、FCバルセロナとの契約がまだ残っていたため違約金が発生した。パウはこの違約金の一部を自ら支払っている。それ程までにガソルはNBAに挑戦したかったのである。

## NBA

### メンフィス・グリズリーズ

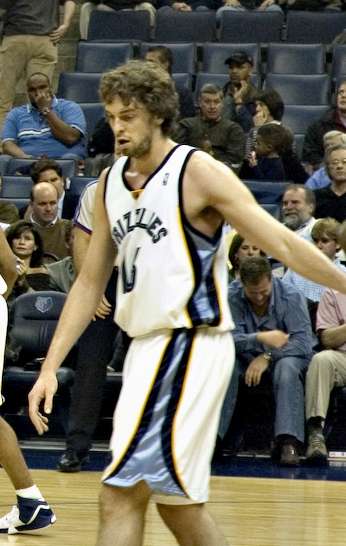
メンフィス時代のパウ

2001年のNBAドラフトでアトランタ・ホークスから全体3位指名を受けた後、シャリーフ・アブドゥル・ラヒームとのトレードでメンフィス・グリズリーズ入りを果たした。1年目は、言葉や生活習慣の違いに苦労したが、両親をアメリカに呼び寄せたり、同期のシェーン・バティエと親交を深めたりすることで、生活面の不安は徐々に減っていった。
プレー面では、当時まだ線が細かったため、守備でパワー負けすることはあったが、オフェンススキルのセンスと多彩さはNBAでも即戦力で、安定したプレーを見せ、1年目から平均17.6点,8.9リバウンド, 2.7アシストとチームの中心選手となる活躍をし、2001-2002シーズンの新人王を受賞した。
しかし、グリズリーズはリーグの最下層チームとして低迷。デビュー2年はプレーオフにも出場できずにいたが、ヘッドコーチが名将、ヒュービー・ブラウンに交代したのをきっかけに、チーム成績は上昇。2003-2004シーズンにフランチャイズ史上初のプレーオフ進出を果たした。このときガソルの成績は下降したが、ブラウンが10人ローテーションを行ったためである。しかしながらプレーオフではファーストラウンド敗退に終った。続く2004-2005シーズンも8位シードながらプレーオフに進出するが、またしてもファーストラウンド敗退の苦汁をなめている。
2005-2006シーズンは、大幅な入れ替えを行ったチームの大黒柱として奮起。キャリア最高の数字を残し、自身初のNBAオールスターゲーム出場を決めた。これまではヨーロッパ出身者特有の、ビッグマンながら柔らかいシュートタッチが持ち味の1つだったが、このシーズンはアシストにも開眼。前シーズンに比べ2本以上の上昇を果たした。またチームは3年連続でプレーオフ進出を果たした。しかし、またしても1勝もできずに1回戦敗退。大黒柱として苦しい経験を味わうことになった。
世界選手権での負傷（後述）によって、2006-07シーズンの開幕には間に合わせることができなかった。当初は年明けの2007年1月の復帰と報じられたが、12月15日のアトランタ・ホークス戦で復帰。徐々に出場時間を延ばして試合感覚を戻していった。

### ロサンゼルス・レイカーズ

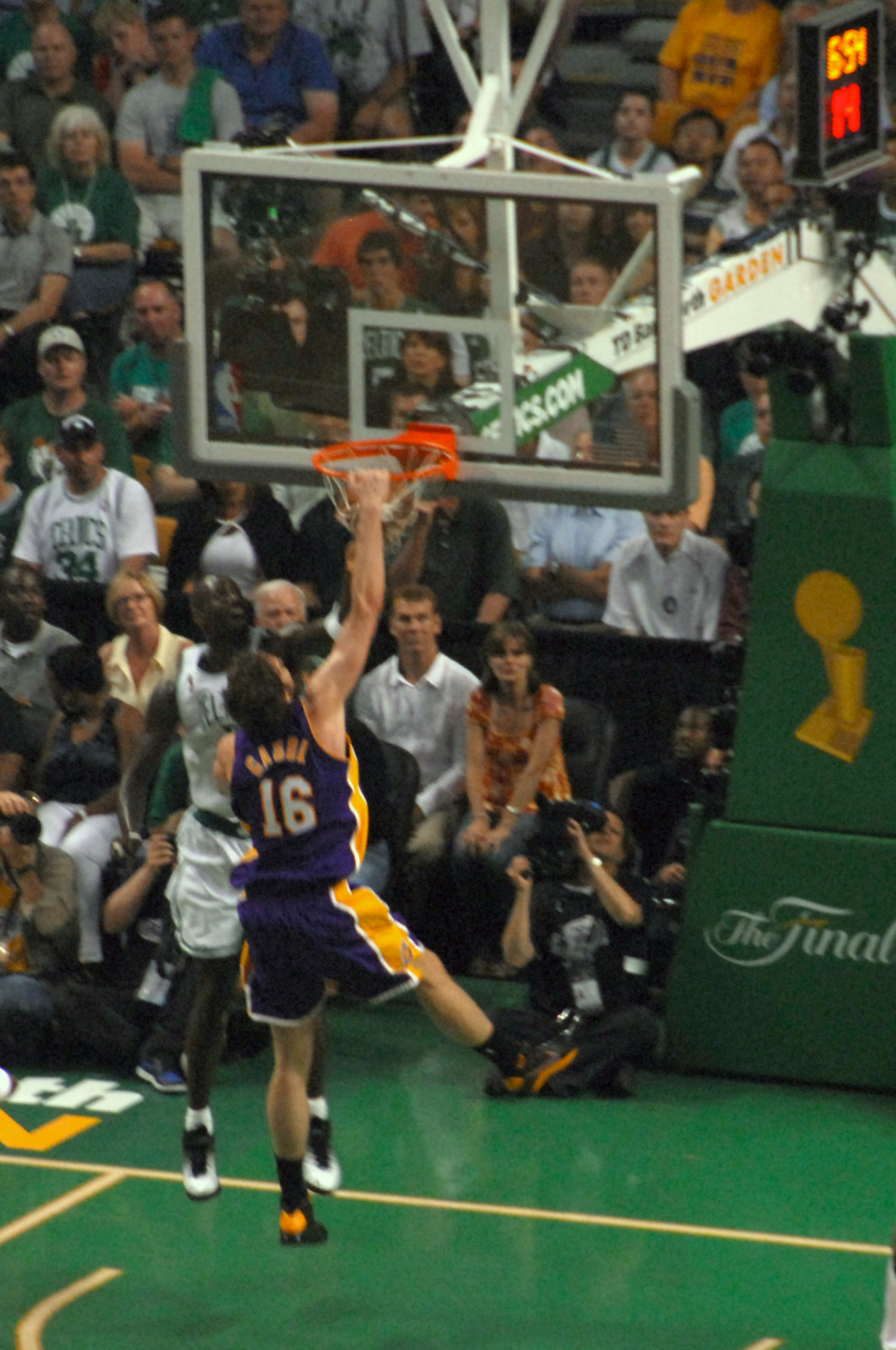
08年NBAファイナル第2戦にてダンクをするガソル

2007-08シーズン途中の2月、プレーオフに向けてクワミ・ブラウン、ジャバリス・クリッテントン、引退していたアーロン・マッキーの契約権、将来のドラフト1巡目指名権2つとのトレードでロサンゼルス・レイカーズに移籍した。レイカーズが大きな損失無く大幅な補強に成功したこのトレードは、その他のウェスタンカンファレンスの強豪チームに危機感を抱かせ、その後のシャキール・オニール、ショーン・マリオン、ジェイソン・キッド、カート・トーマスなどの大物選手のトレードの呼び水となった。ガソルの加入によりレイカーズは躍進を遂げ、彼自身は初めてプレーオフで勝利し、勢いのまま自身初のNBAファイナルに進出。ファイナルではボストン・セルティックスに敗れたものの、続く08-09シーズンには決勝でオーランド・マジックを破って優勝した。ガソル自身は相手のエースのドワイト・ハワードをレギュラーシーズン以下の成績に押さえ込む一方で、FG成功率は60％超えを記録するなど攻守にわたって活躍した。更に09-10シーズンもファイナルに出場。ボストン・セルティックスとの再戦となったこの戦いでは活躍を見せ連覇に貢献した。

### シカゴ・ブルズ

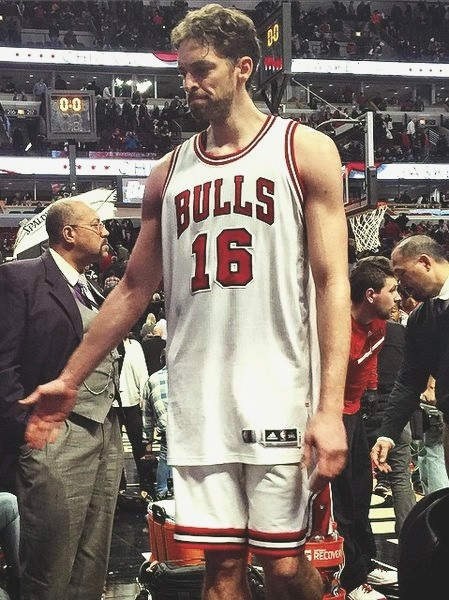
ブルズでのガソル (2015年)

2014年7月12日、シカゴ・ブルズへの移籍が発表された。2015年1月11日のミルウォーキー・バックスとの対戦で、キャリアハイの46ポイントを記録した。2015年1月22日には、NBAオールスターゲームのスターターにも選出され、弟のマーク・ガソルとのオールスターゲームでの共演が実現した。

### サンアントニオ・スパーズ
2016年7月4日、サンアントニオ・スパーズと2年3000万ドルで契約。3度目のNBAチャンピオンへの最後のチャンスに挑むことになった。加入1年目の2016-17シーズンは、開幕から、ティム・ダンカンに替わるスターターとして39試合に出場し、オフェンスでの貢献はあるものの、ディフェンスに関しては引退直前であった昨シーズンのダンカンに及ばず、出場時間が限定されていた。2017年1月19日のデンバー・ナゲッツ戦前のウォームアップ中に左手第4中手骨を骨折し、長期の欠場を余儀なくされた。オールスターゲーム後に戦線復帰。シーズン最終戦のユタ・ジャズ戦で通算20000得点を記録し、ダーク・ノヴィツキーに次ぐ ヨーロッパ出身選手の通算20000得点 、更にカリーム・アブドゥル＝ジャバー、ティム・ダンカン、ケビン・ガーネットに次ぐ、リーグ史上4人目の 通算20000得点  15000リバウンド  3500アシスト  1500ブロックショット を達成した。
2017年7月に1度スパーズとの契約を解消したが、21日に3年4800万ドルで契約を結び直した。

### ミルウォーキー・バックス
2019年3月2日、サンアントニオ・スパーズとの契約解消に合意。その2日後の4日、ミルウォーキー・バックスと契約。移籍前から左足の怪我に悩まされていたが、5月10日に疲労骨折していた左足を手術し、プレイオフの残りを全休することが報じられた。移籍後の出場試合はレギュラーシーズンの3試合のみとなった。

### 母国に復帰
2021年2月21日、古巣のFCバルセロナと契約し、現役復帰を果たした。

### 現役引退へ
2021年10月5日、現役引退を発表した。これを受けてロサンゼルス・レイカーズは、ガソルが在籍時に着用していた背番号『16』の永久欠番化を検討していると報じられた。

## スペイン代表

### オリンピック
2004年のアテネオリンピックでスペイン代表デビュー。しかし12チーム中7位に終わった。
2008年の北京オリンピックでは銀メダルを獲得、個人では平均19.6得点と大会得点王となる活躍を見せた。決勝ではガソル兄弟を中心とした高さでアメリカを苦しめ、試合終盤までアメリカ代表に食い下がり、スペイン代表の強さを改めて世界に示した。
2012年ロンドンオリンピックの開会式ではスペイン選手団の旗手を務めた。
2016年リオデジャネイロオリンピックで、代表に復帰している。銅メダル獲得。
2020年東京オリンピックで、決勝トーナメント進出に貢献する。

### バスケットボール世界選手権
2006年8月から9月にかけて開催された2006年バスケットボール世界選手権日本大会に出場。スペインはダーク・ノヴィツキー擁するドイツ代表や開催国の日本代表などを降し、グループBを1位で通過した。ファイナルラウンドでは順当に勝ち進むもの、準決勝のアルゼンチン代表相手には1点差の辛勝だった。しかも、このアルゼンチン戦でガソルは負傷退場し、弟のマーク・ガソルに助けられながらベンチを後にした。診断の結果は第5中足骨基部骨折。全治3か月で、NBAの11月開幕までの復帰は絶望的になってしまった。スペインの決勝戦の相手は、大方の予想だったアメリカ代表ではなく、欧州王者のギリシャ代表だった。スペイン代表は「Pau tambien juega（パウも共にプレイしている）」と書かれたTシャツを着て入場した。ガソルは足を引きずりながらも、ベンチから声援を送った。当初はガソル欠場で不安視されていた試合だが、スペインが圧倒的な強さを誇って序盤からギリシャを圧倒、ギリシャはアメリカ戦の疲れからかシュート成功率が非常に低かった。終わってみれば70-47の大勝で、スペインは初の「世界王者」のタイトルを勝ち取った。優勝が決定すると、ガソルは弟マークや仲間達と抱擁を繰り返し、目に涙を浮かべながら喜びを分かち合った。
ガソルは大会のオールスターファイブ（最も活躍した5選手）に選出された。また、この中からメディア投票によって決定する大会MVPにも選ばれた。決勝は欠場したものの、ダブル・ダブルを3回記録するなどスペインを牽引し、それらの好成績が高く評価された結果といえる。

## プレースタイル
ゴール付近で驚異的な強さを誇るビッグマン。バリエーション豊富なシュートセレクションを持っており、状況に応じてフックシュートやドライブイン、またジャンプシュートで得点を量産する。ローポストからハイポストまで攻撃範囲が広く、スピードもあるため相手センターをゴール下から引きずり出しての1オン1にも強い。ヨーロッパ出身選手らしくフリースローを苦手にしていない（ただし3ポイントシュートは滅多に打たないが、決めることも可能）。パスセンスも高く、自らフィニッシュに行くと見せかけてフリーの味方に絶妙なアシストを送る。ディフェンス面でもリバウンド、ブロックショットの能力にも長けており、アンセルフィッシュで、汚れ役も厭わない。
その一方でセンターとしては細身な体型のためパワー勝負を弱点としている事や、メンタル面の弱さがプレーに影響する事も決して少なくなく、「ソフト」と揶揄される事も多い。

## 個人成績

### NBAレギュラーシーズン
| シーズン     | チーム       | GP    | GS    | MPG  | FG%  | 3P%  | FT%  | RPG  | APG | SPG | BPG | PPG  |
| ------------ | ------------ | ----- | ----- | ---- | ---- | ---- | ---- | ---- | --- | --- | --- | ---- |
| 2001–02      | グリズリーズ | 82    | 79    | 36.7 | .518 | .200 | .709 | 8.9  | 2.7 | .5  | 2.1 | 17.6 |
| 2002–03      | グリズリーズ | 82    | 82    | 36.0 | .510 | .100 | .736 | 8.8  | 2.8 | .4  | 1.8 | 19.0 |
| 2003–04      | グリズリーズ | 78    | 78    | 31.5 | .482 | .267 | .714 | 7.7  | 2.5 | .6  | 1.7 | 17.7 |
| 2004–05      | グリズリーズ | 56    | 53    | 32.0 | .514 | .167 | .768 | 7.3  | 2.4 | .7  | 1.7 | 17.8 |
| 2005–06      | グリズリーズ | 80    | 80    | 39.2 | .503 | .250 | .689 | 8.9  | 4.6 | .6  | 1.9 | 20.4 |
| 2006–07      | グリズリーズ | 59    | 59    | 36.2 | .538 | .273 | .748 | 9.8  | 3.4 | .5  | 2.1 | 20.8 |
| 2007–08      | グリズリーズ | 39    | 39    | 36.7 | .501 | .267 | .819 | 8.8  | 3.0 | .4  | 1.4 | 18.9 |
| 2007–08      | レイカーズ   | 27    | 27    | 34.0 | .589 | .000 | .789 | 7.8  | 3.5 | .5  | 1.6 | 18.8 |
| 2008–09      | レイカーズ   | 81    | 81    | 37.0 | .567 | .500 | .781 | 9.6  | 3.5 | .6  | 1.0 | 18.9 |
| 2009–10      | レイカーズ   | 65    | 65    | 37.0 | .536 | .000 | .790 | 11.3 | 3.4 | .6  | 1.7 | 18.3 |
| 2010–11      | レイカーズ   | 82    | 82    | 37.0 | .529 | .333 | .823 | 10.2 | 3.3 | .6  | 1.6 | 18.8 |
| 2011–12      | レイカーズ   | 65    | 65    | 37.4 | .501 | .259 | .782 | 10.4 | 3.6 | .6  | 1.4 | 17.4 |
| 2012–13      | レイカーズ   | 49    | 42    | 33.8 | .466 | .286 | .702 | 8.6  | 4.1 | .5  | 1.2 | 13.7 |
| 2013–14      | レイカーズ   | 60    | 60    | 31.4 | .480 | .286 | .736 | 9.7  | 3.4 | .5  | 1.5 | 17.4 |
| 2014–15      | ブルズ       | 78    | 78    | 34.4 | .494 | .462 | .803 | 11.8 | 2.7 | .3  | 1.9 | 18.5 |
| 2015–16      | ブルズ       | 72    | 72    | 31.8 | .469 | .348 | .792 | 11.0 | 4.1 | .6  | 2.0 | 16.5 |
| 2016–17      | スパーズ     | 64    | 39    | 25.4 | .502 | .538 | .707 | 7.8  | 2.3 | .4  | 1.1 | 12.4 |
| 2017–18      | スパーズ     | 77    | 63    | 23.5 | .458 | .358 | .756 | 8.0  | 3.1 | .3  | 1.0 | 10.1 |
| 2018–19      | スパーズ     | 27    | 6     | 12.2 | .466 | .500 | .711 | 4.7  | 1.9 | .2  | .5  | 4.2  |
| 2018–19      | バックス     | 3     | 0     | 10.0 | .167 | .333 | .500 | 3.3  | .7  | .0  | .3  | 1.3  |
| キャリア     | キャリア     | 1,226 | 1,150 | 33.4 | .507 | .368 | .753 | 9.2  | 3.2 | .5  | 1.6 | 17.0 |
| オールスター | オールスター | 6     | 1     | 19.3 | .565 | .000 | .846 | 8.7  | 1.2 | .7  | .7  | 10.5 |

### プレーオフ
| シーズン | チーム       | GP  | GS  | MPG  | FG%  | 3P%   | FT%  | RPG  | APG | SPG | BPG | PPG  |
| -------- | ------------ | --- | --- | ---- | ---- | ----- | ---- | ---- | --- | --- | --- | ---- |
| 2004     | グリズリーズ | 4   | 4   | 33.5 | .571 | .000  | .900 | 5.0  | 2.5 | 1.0 | 1.5 | 18.5 |
| 2005     | グリズリーズ | 4   | 4   | 33.3 | .488 | 1.000 | .500 | 7.5  | 2.5 | .5  | 1.8 | 21.3 |
| 2006     | グリズリーズ | 4   | 4   | 39.5 | .433 | .000  | .767 | 6.8  | 3.0 | .5  | 1.2 | 20.3 |
| 2008     | レイカーズ   | 21  | 21  | 39.8 | .530 | .000  | .692 | 9.3  | 4.0 | .5  | 1.9 | 16.9 |
| 2009     | レイカーズ   | 23  | 23  | 40.5 | .580 | .000  | .714 | 10.8 | 2.5 | .8  | 2.0 | 18.3 |
| 2010     | レイカーズ   | 23  | 23  | 39.7 | .539 | .000  | .759 | 11.1 | 3.5 | .4  | 2.1 | 19.6 |
| 2011     | レイカーズ   | 10  | 10  | 35.8 | .420 | .500  | .800 | 7.8  | 3.8 | .4  | 1.7 | 13.1 |
| 2012     | レイカーズ   | 12  | 12  | 37.0 | .434 | .400  | .828 | 9.5  | 3.7 | .5  | 2.1 | 12.5 |
| 2013     | レイカーズ   | 4   | 4   | 36.5 | .481 | .000  | .545 | 11.5 | 6.3 | .5  | .8  | 14.0 |
| 2015     | ブルズ       | 10  | 10  | 31.7 | .487 | .000  | .762 | 9.4  | 3.1 | .5  | 2.1 | 14.4 |
| 2016     | ブルズ       | 10  | 10  | 31.7 | .487 | .000  | .762 | 9.4  | 3.1 | .5  | 2.1 | 14.4 |
| 2017     | スパーズ     | 16  | 7   | 22.8 | .439 | .333  | .708 | 7.1  | 1.9 | .4  | .9  | 7.7  |
| 2018     | スパーズ     | 5   | 0   | 18.0 | .500 | .333  | .900 | 4.8  | 2.8 | .0  | .2  | 6.0  |
| キャリア | キャリア     | 136 | 122 | 35.5 | .508 | .297  | .741 | 9.2  | 3.2 | .5  | 1.7 | 15.4 |

### ユーロリーグ
| シーズン | チーム       | GP | GS | MPG  | FG%  | 3P%  | FT%  | RPG | APG | SPG | BPG | PPG  | PIR  |
| -------- | ------------ | -- | -- | ---- | ---- | ---- | ---- | --- | --- | --- | --- | ---- | ---- |
| 2000–01  | FCバルセロナ | 6  | 5  | 25.7 | .667 | .500 | .738 | 6.0 | .7  | .8  | .7  | 18.5 | 22.5 |
| 2020–21  | FCバルセロナ | 7  | 2  | 9.5  | .429 | .500 | .714 | 2.4 | .4  | .4  | .9  | 4.6  | 6.0  |
| キャリア | キャリア     | 13 | 7  | 17.1 | .614 | .500 | .735 | 4.1 | .5  | .6  | .8  | 11.0 | 13.6 |